# Emberi Pajzs
Az Emberi Pajzs (horvátul Živi zid) egy nacionalista, populista és antiglobalista politikai párt Horvátországban, melyet 2011 júniusában alapítottak meg. Elnöke Ivan Vilibor Sinčić. A párt 2020-ban egyetlen mandátumot sem szerzett a Száborban.

## Választási eredmények
| Választás | Szavazatok száma | Szavazatok aránya | Mandátumok száma | Státusz       |
| --------- | ---------------- | ----------------- | ---------------- | ------------- |
| 2011      | 15 379           | 0,63%             | 0                | nem jutott be |
| 2015      | 94 877           | 4,24%             | 1                | Ellenzék      |
| 2016      | 117 208          | 6,23%             | 8                | Ellenzék      |
| 2020      | 37 628           | 2,26%             | 0                | nem jutott be |

| Választás | Szavazatok száma | Szavazatok aránya | Mandátumok száma |
| --------- | ---------------- | ----------------- | ---------------- |
| 2014      | 4313             | 0,47%             | 0                |
| 2019      | 60 847           | 5,7%              | 1                |